# Anna-Carin Strand
Anna-Carin Clara Maria Strand född Lööf, född 19 september 1969 i Törnevalla församling, Östergötlands län, är en svensk sångerska, lärare, sångpedagog och dirigent. 

## Biografi
Anna-Carin Strand är sedan 1995 dirigent för Chorus Lin. Hon var mellan 1994 och 2004  sångpedagog och körpedagog på musiklinjen på Liljeholmens folkhögskola. 1999 arbetade hon på Linköpings musikklasser och under åren 1992–1994 och 2000–2002 arbetade hon som sång- och körpedagogutbildnings på Linköpings kulturskola. Under 2001 och 2017 var hon verksam som pedagog i ämnena gehör, kör, dirigering, sång och piano på musiklinjen vid Vadstena folkhögskola. Under 2017–2021 var hon utbildningsledare och pedagog på Vadstena Sång och Pianoakademi. Sedan 2022 är hon verksam som sångpedagog och kördirigent på klassisk inriktning på musiklinjen vid Lunnevads folkhögskola.
Strand var under perioden 2003 till 2008 biträdande director musices vid Linköpings universitet och dirigent för Den akademiska damkören Linnea. 2019 tilldelades Anna-Carin Strand Kammarmusik i Östergötlands stipendium, ett stipendium ur Inge-Britts Gustafssons stipendiefond.